# 上海绿地中心
上海绿地中心又名绿地滨江国际中心，位于中国上海市徐汇区的徐汇滨江地区，南邻黄浦江，北邻内环线，是一个由绿地集团开发的大型综合商业建筑项目，集写字楼、商场、高档住宅、餐饮零售街区、主题广场为一体。项目共分两期，一期由两栋办公楼和商场——正大乐城组成，已于2011年底建成。二期更为靠近黄浦江，仍在建设当中。该项目是绿地集团2009年的地王项目。

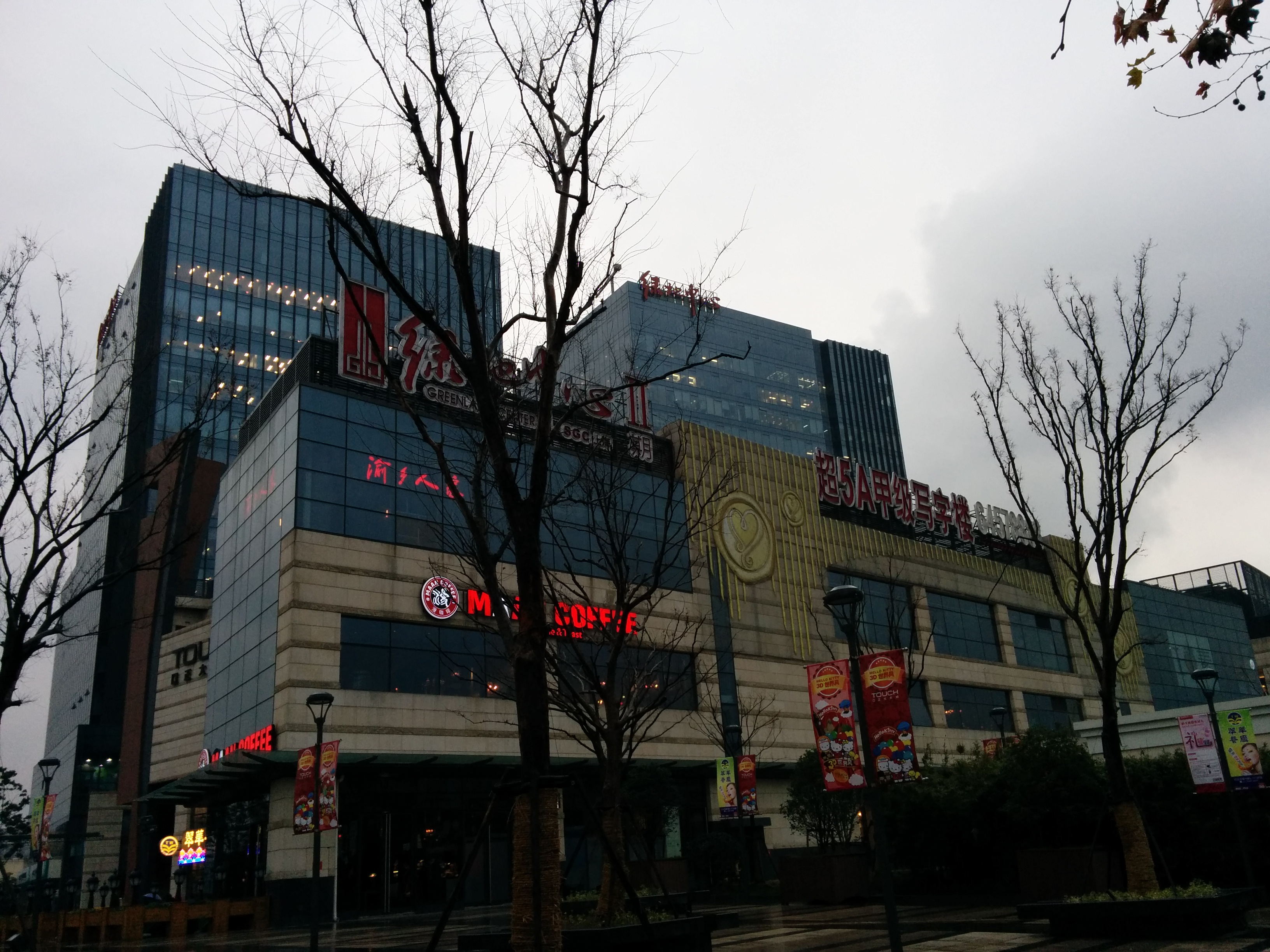
上海绿地中心一期

## 项目概况
一期位于由中山南二路、东安路、龙华中路和船厂路所包围的地块内，占地3.39万平方米，门牌号为东安路599号。由两栋共6.58万平方米的办公塔楼和一3.6万平方米的商场——正大乐城组成。大楼为玻璃幕墙结构。正大乐城位于中山南二路699号，是一个以女性为主题的休闲生活购物中心。
二期位于徐汇滨江板块，占地10.28万平方米，总建筑面积27.2万平方米，仍在建设当中。建成后将拥有酒店式公寓、商业、办公等多种形态。

## 交通
- 地铁7号线：龙华中路站
- 公交：万周专线、144、41、734、933、大桥六线、大桥六线区间、隧道八线、50、49、301